# Rádio Observador
A Rádio Observador é uma emissora de radiodifusão portuguesa, de cariz informativo, com notícias de hora a hora.

## História
As emissões da Rádio Observador tiveram início a 27 de junho de 2019, na região da Grande Lisboa, através da frequência 98.7 FM, contando com uma equipa de cerca de 30 pessoas. Poucos meses depois, a 6 de outubro de 2019, deu início a emissões também na região do Grande Porto, utilizando a frequência 98.4 FM. A 20 de janeiro de 2021, a Rádio Observador deu início às emissões na Região de Aveiro, na frequência 88.1 FM, com a antena a transmitir a partir de São João da Madeira e, a 19 de março de 2021, começou a emitir nos 93.7 MHz Amadora, reforçando a emissão na Grande Lisboa.. A 1 de junho de 2023, a Rádio Observador viu a sua abrangência reforçada com o início da cobertura para o Ribatejo e Região do Oeste nos 92.6 FM + 99.5 FM de Rio Maior.
No dia 12 de Julho de 2024 a radio chegou a Região de Leria através da frequência 94.0 FM Leiria e a 17 de setembro de 2024 passou a ser ouvida na região de Viseu Dão-Lafões, através dos 91.2 MHz de Tondela. 

## Frequências FM
- Grande Lisboa – 98.7 FM (Seixal) / 93.7 FM (Amadora)
- Grande Porto – 98.4 FM (Monte de Santa Eufémia)
- Região de Aveiro – 88.1 FM (São João da Madeira)
- Ribatejo / Oeste – 92.6 FM (Serra dos Candeeiros)
- Rio Maior – 99.5 FM (Rio Maior)
- Região de Leiria – 94.0 FM (Leiria)
- Viseu Dão-Lafões – 91.2 FM (Tondela)

## Podcasts
No mesmo dia do arranque da Rádio Observador, vários programas da sua programação habitual começaram a ser disponibilizados sob a forma de podcast. Ao fim de 3 meses, já tinham sido efetuadas mais de 1 milhão de descargas de podcasts.
Destacavam-se, por essa altura, os mais ouvidos:
- Direto ao Assunto
- Contra-Corrente (com José Manuel Fernandes e Helena Matos)
- Ideias Feitas
- Porque Sim Não é Resposta
- E o Resto é História (com Rui Ramos e João Miguel Tavares)

No dia 15 de fevereiro de 2022, a Rádio Observador lançou A História do Dia. Este podcast não resulta de um programa de rádio gravado, antes consiste numa gravação cortada e editada, posteriormente lançada em rádio e em podcast. Trata-se de conversas com "jornalistas da redação e convidados" para explicar assuntos que marquem a atualidade, num espaço de sensivelmente 20 minutos. Este podcast é emitido e disponibilizado simultaneamente, pelas 06:30 nos dias úteis.
Ao longo dos anos, a Rádio Observador criou 144 diferentes podcasts, disponibilizando-os em várias plataformas, como o Google Podcasts, Apple Podcasts, Spotify Podcasts, e o seu próprio website. Destes, muitos já não estão ativos. De entre todos, contam-se 80 os que tiveram novo conteúdo em 2022, e sensivelmente 60 os que tiveram conteúdo novo durante o mês de setembro desse ano.